# St.-Peter-und-Paul-Kirche (Labrun)
Die unter Denkmalschutz stehende St.-Peter-und-Paul-Kirche in Labrun wurde im Jahr 1616 in ihren heutigen Bauzustand versetzt. Hedwig von Dänemark ließ die damals baufällige Kirche zusammen mit der im Ort befindlichen Schule instand setzen.

## Beschreibung
Die Kirche ist ein verputzter Fachwerkbau mit einem fünfseitigen Ostschluss. Das Gebäude hat einen nach Westen ausgerichteten oktonalen Dachreiter mit Schweifhaube. Die aus der Zeit der Spätrenaissance stammende Ausstattung der Kirche resultiert aus der Bauzeit der Kirche.

## Ausstattung
Das Patronatsgestühl zeigt in seinen vier Füllungen die Evangelisten Matthäus, Markus, Lukas und Johannes. Der triptychonartige Altaraufsatz ist mit zwei Säulen und den Gemälden der beiden Kirchenpatrone Peter und Paul ausgeführt. Er hat eine schweifartige Rahmung und im Auszug befindet sich das Monogramm der Stifterin. Das hölzerne Kruzifix des Altares wird auf das Jahr 1701 datiert. Die auf einem Balusterfuß stehende Sandsteintaufe stammt aus dem Jahr 1579 und ist in einer Blütenkelchform ausgeführt. Die hölzerne Kanzel mit Schalldeckel und Sakristeiprieche stammt aus der Zeit um 1600. Neben der Kanzel befindet sich ein Gemälde mit einer Darstellung der Auferstehung. Des Weiteren befindet sich ein hölzernes Stundenglas aus der Zeit des Barock in der Kirche.

## Sonstiges
Die am Eingangsportal der Kirche befindliche Jahreszahl 1632 lässt auf das Fertigstellungsjahr der von Hedwig von Dänemark begonnenen Umbauarbeiten schließen.
Die Kirche in Labrun war im Jahr 2002 von einem Hochwasser betroffen. Bei der Aufnahme der Schäden wurde festgestellt, dass das Bauwerk durch Hausschwamm bereits in den letzten Jahrzehnten schwer beschädigt wurde. Durch Überputzen des Fachwerkes blieben diese Schäden an der tragenden Konstruktion lange unbemerkt. Die bestehende Einsturzgefahr für das Gebäude konnte jedoch durch Fördermittel und Spenden und der damit möglichen Wiederherstellung der Standsicherheit des Gebäudes abgewendet werden.
Labrun gehört zum Pfarrbereich Annaburg-Klöden-Prettin II im Kirchenkreis Wittenberg der Evangelischen Kirche in Mitteldeutschland.